# 少衛增八
少衛增八（仙王座γ），傳統的英文名稱是，也有時被稱為或，是在仙王座的一顆恆星。少衛增八是一對雙星，距離地球約50光年，視星等3.22，較大且較亮星的是橘色的次巨星，光譜為K1 IV，較小的是紅矮星，其質量只有太陽的0.409倍。目前對這對雙星的軌道研究尚不充足，最好的估計值是周期為70年±16年，離心率0.439 ±0.06，兩星之間的距離在10～29天文單位間變化。少衛增八能以肉眼直接看見，未來將成為北極星，這是由於地球的分點歲差，使地球自轉軸在天球上移動。在第30世紀，少衛增八便會因為是最接近天球北極點的恆星而成為那時代的北極星，然後這個「頭銜」在52世紀時將會轉移給天鉤八（仙王座ι）。

## 詞源
少衛增八的傳統英文名字Alrai源自阿拉伯語「‎」，意思是"牧羊人"。會造成迷惑的是，英文的蛇夫座β有時也稱為，但其更為人知的名稱卻是或，意思是「牧羊犬」。
在中國，少衛增八屬於紫微左垣的星官少卫。同属紫微左垣的恆星还有仙王座γ、天龍座ι、天龍座θ、天龍座η、天龍座ζ、天龍座ν、天龍座73和仙后座23。

## 行星系
在1988年，安東尼·羅頓和賴特宣布發現一顆繞著少衛增八公轉的行星。在1990年代，布魯斯·坎貝爾和戈登·沃克帶領的一個加拿大團隊也懷疑這顆行星的存在。而這將是首先被證實存在的系外行星，依據的是對徑向速度的假設，這項技術在後來的研究上非常成功。由於數據資料的品質不能堅強的支持此一看法，這項聲明在1992年被撤回，但是在2002年，麥克唐納天文台以新的測量數據支持下，行星的存在獲得明確的證據。
| 成員 (依恆星距離) | 质量            | 半長軸 (AU)   | 轨道周期 (天) | 離心率        | 傾角 | 半径 |
| ----------------- | --------------- | ------------- | ------------- | ------------- | ---- | ---- |
| b                 | ≥1.60 ± 0.13 MJ | 2.044 ± 0.057 | 902.9 ± 3.5   | 0.115 ± 0.058 | —    | —    |

## 外部連結
- McDonald Observatory: Planet Search finds first planet orbiting close-in binary star （页面存档备份，存于）
- A Planetary Companion to the Binary Star Gamma Cephei
- SolStation: Errai 2 （页面存档备份，存于）
- Extrasolar Planets Encyclopaedia: Gamma Cephei + Gamma Cephei b
- Extrasolar Visions: Gamma Cephei A （页面存档备份，存于） + Gamma Cephei Ab （页面存档备份，存于） + Gamma cephei B （页面存档备份，存于）

| 前任者： 勾陳一 | 北極星 3000–5200 | 繼任者： 天鉤八 |